# 김포 심강 신도비
심강 신도비(沈鋼 神道碑)는 대한민국 경기도 김포시에 있는, 조선 전기의 문신이며 명종(재위1545~1567)의 장인이었던 심강(1514∼1567) 선생의 공적을 기리는 신도비이다. 1992년 12월 31일 경기도의 유형문화재 제147호로 지정되었다.

## 개요
신도비란 임금이나 고관의 평생업적을 기록하여 그의 무덤 남동쪽에 세워두는 것으로, 이 비는 조선 전기의 문신이며 명종(재위1545~1567)의 장인이었던 심강(1514∼1567) 선생의 공적을 기리고 있다.
심강은 중종38년(1543) 진사시에 합격하여 음보(蔭補:조상의 덕으로 벼슬을 얻음)로 활인서별좌가 되었다. 그의 딸 인순왕후가 명종의 비(妃)가 되자 명종1년(1546) 청릉부원군에 책봉되었고 영돈녕부사 등을 역임하였다. 명종18년(1563)에는 신진사류로서 화를 당하려던 박순(朴淳) 등을 구하기도 했다.
비는 2단의 바닥돌 위로 거북받침(귀부)을 마련하고, 비몸을 세운 뒤 머릿돌을 올린 모습으로, 당시 유행했던 양식을 잘 따르고 있다. 비몸이 거북받침의 머리․꼬리 방향으로 꽂혀 있어 거북의 머리가 동쪽을 향하고 있는 점이나, 거북의 머리가 180도 비틀어져 뒤를 바라보고 있는 형태가 매우 특이하다. 비문에는 조상들의 약력과 심강의 성장과정, 관직생활 및 그의 효성과 덕행 등을 적고, 이어 부인과 여덟 아들, 손자들에 대해 간략하게 새겼다.
선조29년(1596) 9월에 세운 것으로, 비문은 당시 왕의 명을 종합적으로 관장하던 영중추부사 심수경(沈守慶)이 짓고 손자 심열(沈悅)이 글씨를 썼다.

## 같이 보기
- 심강

## 참고 문헌
- 심강신도비 - 국가유산청 국가유산포털